# Rodrigo Ávila Solíz
Rodrigo Fabián Ávila Sóliz (Tarija; 3 de marzo de 1995) es un futbolista boliviano. Juega como centrocampista y su equipo actual es Independiente Petrolero de la Primera División de Bolivia.

## Trayectoria
Ávila se formó como futbolista en la Escuela de Fútbol Chapaquito Feliz de su natal Tarija, academia donde se formó durante 8 años.

### Real Potosí
En junio de 2012 fue fichado por Real Potosí, luego de superar las pruebas ante la atenta mirada del entonces entrenador, Oscar Sanz.
El rendimiento del tarijeño convenció a Sanz y aprobó su vinculación al primer plantel donde estuvo por una temporada y después fue cedido a Ciclón por 12 meses (2013/2014) para jugar la Copa Simón Bolívar.

## Clubes
| Club                    | País    | Año               |
| ----------------------- | ------- | ----------------- |
| Real Potosí             | Bolivia | 2012 - 2020       |
| Ciclón (cedido)         | Bolivia | 2013              |
| Real Potosí             | Bolivia | 2014 - 2020       |
| Real Tomayapo           | Bolivia | 2021              |
| Sur-Car                 | Bolivia | 2022              |
| Gualberto Villarroel    | Bolivia | 2023              |
| Independiente Petrolero | Bolivia | 2024 - Actualidad |

## Palmarés

### Como jugador
| Título             | Club                 | Año  |
| ------------------ | -------------------- | ---- |
| Copa Simón Bolívar | Gualberto Villarroel | 2023 |